# Athens Open 1988
L'Athens Open 1988 è stato un torneo di tennis giocato sulla terra rossa. È stata la 3ª edizione del torneo, che fa parte del Nabisco Grand Prix 1988. Si è giocato ad Atene in Grecia dal 13 al 20 giugno 1988.

## Campioni

### Singolare maschile
Horst Skoff ha battuto in finale  Bruno Orešar con il punteggio di 6–3, 2–6, 6–2

### Doppio maschile
Rikard Bergh /  Per Henricsson hanno battuto in finale  Pablo Arraya /  Karel Nováček con il punteggio di 6–4, 7–5